# Шкоты
Шкоты, Шоты — в белорусских и польских источниках XVI-XVII веков название шотландских иммигрантов, осевших в Речи Посполитой.
Еще в 1503 году Петриковский сейм рассматривал проект поселения шотландских колонистов в литовских замках на Днепре, опустошенных во время войны Московского государства с Великим княжеством Литовским 1500—1503 годов. Позже шотландцы появляются в Литве и как наемники в армии, и как мирные мелкие торговцы. В последнем качестве с 1563 года сеймовые конституции упоминают их как серьезных конкурентов местного купечества и облагают дополнительными налогами. Несмотря на жалобы и преследование, шотландцы быстро практически монополизировали торговлю целыми категориями товаров, известными как «речи шкоцкие»: полотенца и рукавицы, бусы и белила, веники и ножи, гребни и нитки, иголки, наперстки и чулки и т. д. Поселение шкотов в Речи Посполитой приобрело такой размах и известность, что английский драматург Джон Уэбстер писал в пьесе «Белый дьявол» (1610) о «сороках тысячах шотландских торговцев в Польше».
В 1583 году, совершая паломничество в Палестину, Радзивилл Сиротка писал об увиденных им в Сирии уличных торговцах-друзах, что они «как наши шкоты в коробах различные мелкие вещи для продажи носят по улицам». Одним из наиболее известных профессоров философии Виленского университета в XVI веке (1570—1575) был иезуит из Шотландии Джон Хэй (1546—1607). Медный шотландский пенни с 1640-х стал первой медной монетой в обращении на территории современной Белоруссии.
Будучи кальвинистами по вероисповеданию, шотландцы преимущественно селились в городах и поселках, принадлежавших литовским магнатам-кальвинистам. Особенно большие поселения шкотов в XVII веке существовали в резиденциях кальвинистской ветви Радзивиллов — Слуцке и Кейданах. По воспоминаниям П. Гордона, Януша Радзивилла и его сына Богуслава, они «имели компанию целиком или преимущественно из шотландцев». Некоторые из них при финансовой помощи и опеке Радзивиллов занимались наукой и искусством; например, Дж. Джонстон издал в 1665 году в Амстердаме книгу «Thaumatographia Naturalis», посвященную Янушу и Богуславу Радзивиллам.
В войнах Речи Посполитой с Россией шотландцы участвовали как наёмники с обеих сторон, иногда по нескольку раз переходя на сторону противника. Большое количество шкотов из армии шведского генерала Горна попала в плен к литовскому референдарию Александру Госевскому при занятии им крепости Белой на Смоленщине в 1610 году. При осаде Смоленска в 1634 году под командой последнего находилась шотландская драгунская хоругвь (200 человек).
Постепенно шотландцы ассимилировались местным населением, принимали традиционные имена и фамилии. Так, в реестре пинских купцов (1620-е) перечислены 4 шотландца: Томило Олешкович, Петр Шимкович, Олешко Охремович и Луцъя Литвинович.